# Bayonetta
Bayonetta (ベヨネッタ, Beyonetta) est un jeu vidéo d'action de type beat them all développé par PlatinumGames et édité par Sega. Le jeu est sorti en 2009 au Japon et en 2010 dans le reste du monde sur PlayStation 3 et Xbox 360. Dévoilé en mai 2008, le projet est dirigé par Hideki Kamiya, le père de la série Devil May Cry.
Un portage du jeu sur Wii U, basé sur la version Xbox 360, est disponible en packaging avec sa suite, Bayonetta 2. Le jeu sort ensuite sur Microsoft Windows le 11 avril 2017, puis sur Nintendo Switch le 16 février 2018.

## Scénario
Dans un monde où la magie règne s'affrontent les sorcières de l'Umbra, maîtresses des forces des ténèbres, et les sages de Lumen, défenseurs de la lumière. Bayonetta, une femme séduisante, au caractère bien trempé et dotée de pouvoirs magiques, est la dernière à maîtriser les arcanes de l'Umbra. Vingt ans plus tôt, elle se réveille dans un cercueil immergé au fond d'un lac. Celui-ci est découvert par le père de Luka, un journaliste à la poursuite de Bayonetta car il est persuadé que c'est elle qui est responsable de la mort de son père, décédé dans des circonstances mystérieuses. Incapable de se souvenir de son passé, Bayonetta continue de mener un combat contre les anges pour rester en vie avec l'assistance d'Enzo, son informateur favori, et de Rodin, un démon armurier et tenancier d'un bar appelé les Portes de l'Enfer.
Bayonetta est en possession d'un joyau, l'« Œil Gauche », et Enzo apprend que le deuxième serait dans la ville de Vigrid. Elle rencontre Jeanne, une femme mystérieuse possédant des pouvoirs similaires capable de lui tenir tête et qui semble bien connaitre Bayonetta, mais aussi de nombreux anges envoyés pour arrêter la sorcière…

## Système de jeu
Dans ce beat them all, le joueur incarne Bayonetta et doit triompher d'une succession de batailles en utilisant des combos. Cette sorcière combat les serviteurs du paradis, au corps à corps, avec des pouvoirs magiques et différentes armes (pistolets, épée, fouet…). Quatre pistolets sont ainsi fixés à chaque extrémité de ses membres. Sa combinaison semble en cuir, mais est en réalité composée de ses cheveux qu'elle peut contrôler à sa guise pour leur donner différentes formes (main géante, lame…). Ses attaques magiques sont de trois ordres : les "attaques sadiques" invoquent des machines autrefois utilisées pour la chasse aux sorcières (vierge de fer, guillotine…), les "incantations" utilisent ses cheveux pour invoquer des entités démoniaques et les "démons infernaux", attaques les plus puissantes.

## Personnages
Le jeu met en avant plusieurs personnages principaux. Tout d'abord, Bayonetta, une sorcière de l'Umbra qui semble avoir un rapport avec l'ouverture des « yeux du monde ». Munie de ses quatre pistolets, appelés l'arsenal démoniaque, mais n'hésitant pas à les échanger contre toutes sortes d'armes, divines ou démoniaques, elle aime se confronter à des ennemis 100 fois plus gros qu'elle et a un penchant pour les sucettes. Elle incarne « l'œil gauche » nécessaire à la création du nouvel univers. Elle est qualifiée d'« enfant impure » par le clan de l'Umbra car elle est le fruit de l'union d'une sorcière de l'Umbra et d'un sage de Lumen. Sa mère est emprisonnée, et donne à Bayonetta sa montre de l'Umbra qui lui permet de maîtriser l'Envoûtement. Le père de Bayonetta est Balder, un sage de Lumen. Il est à l'origine de la venue de Bayonetta à Vigrid afin de la confronter à son destin, pour raviver ses pouvoirs et ensuite créer un nouvel univers grâce aux « Yeux du Monde ». C'est également lui qui a fait revenir Cereza du passé. 
Bayonetta est un stéréotype féminin, dotée d'une poitrine imposante, de très longues jambes, de talons hauts et de vêtements moulants. Les symboles utilisés dans le jeu renforcent ce stéréotype, par exemple les baisers permettant d'ouvrir les portes ou le vol de papillons accompagnant les sauts. L'accumulation est telle qu'elle est analysée par Marion Coville comme une représentation théâtralisée de la féminité. Elle renvoie aussi aux drag queens. Ici, le regard masculin (male gaze) est inclus, visibilité, et poussé jusqu'au ridicule (y compris par les propos que tient Bayonetta face caméra),. 
Également, il y a Jeanne, une vieille connaissance de Bayonetta, qui semble en savoir beaucoup sur son passé. C'est une sorcière de l'Umbra. Jeanne est manipulée mentalement par Balder afin de préparer Bayonetta à son destin. Il y a également Luka, c'est un journaliste doté d'une chance incroyable dont le père a été tué de façon étrange lors du réveil de Bayonetta 20 ans avant l'époque du jeu. Il cherche à se venger en dévoilant Bayonetta au monde entier. Il utilise un grappin pour se sortir des situations délicates. Cereza, cette enfant est une sorcière, la preuve en est qu'elle est capable de voir les anges ainsi que Bayonetta alors qu'ils sont dans le Purgatoire. Elle possède également une montre de l'Umbra identique à celle de Bayonetta. Elle voit Bayonetta comme sa mère, qui finit par s'attacher à Cereza malgré sa froideur. Céréza est en fait Bayonetta lorsqu'elle était enfant. Cereza a un chat en peluche Chouchou mais c'est aussi le petit nom que donne Bayonetta à Luka.
Il y a également Rodin qui est un démon qui tient un petit trafic d'armes dans un bar nommé « Les Portes de l'Enfer » et qui aide Bayonetta à se procurer des armes démoniaques en échange de disques de phonogramme angélique, dont la musique est vraisemblablement nécessaire à la construction de ces armes, ainsi que Enzo, un petit escroc notoire qui fait équipe avec Rodin et Bayonetta. Son comportement grincheux amuse Bayonetta mais énerve profondément Rodin (qui contrairement à Enzo, sait que Bayonetta doit tuer des anges si elle veut rester en vie). Il déteste le travail de Bayonetta, qui consiste à assister à des veillées dans des cimetières déguisée en nonne.
Antonio est le père de Luka. C'est lui qui a réveillé Bayonetta de son cercueil. Ce sont ses notes que le joueur peut ramasser tout au long du jeu. Jubileus est la déesse de la création. Lors de la résurrection de Jubileus, cette dernière détruit le monde, afin visiblement de le reconstruire. Pour ressusciter Jubileus, il faut que les « Yeux du Monde » soit réunis, c'est pourquoi Balder attire Bayonetta à Vigrid. À la fin du jeu, Bayonetta et Jeanne unissent leurs forces afin de détruire Jubileus. 
Les Démons infernaux sont invoqués par Bayonetta et Jeanne pour achever les ennemis. Ce sont de terrifiants démons de formes diverses (Dragon, Scolopendre géant, Mains de titan...) habitant les enfers. Une sorcière qui signe un pacte avec eux peut en mourir si l'invocation échoue, dévorée vivante par ces mêmes démons. Les anges sont des créatures au service des sages de Lumen, et à plus juste titre de Balder, qu'ils soient gros, petits ou étranges, Bayonetta n'hésite pas à les envoyer en enfer pour qu'ils servent de pâture aux démons.

## Développement
Une démo jouable a été mise à disposition sur le Marketplace Xbox Live et le PlayStation Store PSN japonais le 8 octobre 2009 et le 3 décembre 2009 sur leurs pendants européens.

## Bande originale
Les principaux thèmes vocaux de Bayonetta, Fly Me to the Moon et Mysterious Destiny sont interprétés par la chanteuse belge Helena Noguerra.

## Accueil

### Critique
À sa sortie au Japon, quatre joueurs-testeurs dans la revue Famitsu, une revue japonaise spécialisée dans le jeu vidéo, décernent la note maximale de 40 sur 40 à Bayonetta sur Xbox 360, et 38 sur PS3.
En France, le qualifiant de « l'un des meilleurs beat'em all de sa génération », le site Jeuxvideo.com lui octroie un score de 19 sur 20 sur Xbox 360 et de 17 sur 20 sur la PS3. Gamekult attribue à Bayonetta une note de 8 sur 10 sur les deux versions, soulignant « une franche réussite sur de nombreux tableaux » en dépit de « légers défauts de finition et quelques mécaniques de jeu un peu grippées ».

### Ventes
Un peu plus d'un mois après sa sortie, Bayonetta s'était vendu à 1,1 million d'exemplaires.

## Postérité
Une suite, Bayonetta 2, sort en 2014 sur Wii U.
Bayonetta apparaît en contenu téléchargeable dans le jeu Super Smash Bros. for Nintendo 3DS / for Wii U en 2016, ainsi que de base dans la suite  Super Smash Bros. Ultimate en 2018. Deux figurines amiibo à son effigie ont également été commercialisées lors de l'été 2017.
Bayonetta est réédité en version PC sur la plateforme Steam le 11 avril 2017, à la surprise générale. Les ventes sont de nouveau excellentes.
Le 7 décembre 2017, lors des Game Awards 2017, Bayonetta 3 a été annoncé en exclusivité sur Nintendo Switch.